# Chytrá horákyně (opera)
Chytrá horákyně je opera pro děti o dvou dějstvích českého skladatele Miloše Sedmidubského na vlastní libreto podle stejnojmenné báchorky Boženy Němcové. Premiéru opery uvedlo 18. května 1985 Divadlo F. X. Šaldy v Liberci.

## Vznik, charakteristika a historie
Skladatel Miloš Sedmidubský napsal první operu počátkem 60. let 20. století; jeho aktovka Madona byla úspěšně provedena roku 1964 v Plzni. Druhá, celovečerní opera nazvaná Jeřábi táhnou (podle stejnojmenného sovětského filmu) však nikdy uvedena nebyla. Sedmidubský od šedesátých let také často pracoval v Německé demokratické republice a tam, v době jeho angažmá v Plavně, vznikla v letech 1977 až 1979 jeho třetí opera, Chytrá horákyně. O volbě tématu autor napsal: „Kdo by se z dětství nepamatoval na pohádku o vtipné dívce, která se nebojí přijet za svítání napůl oblečená na koze do městečka k panu sudímu, svou chytrostí si ho získá a stane se jeho paní? I mě tato pohádka, kterou Božena Němcová tak půvabně na Domažlicku zachytila před dávnými lety, okouzlila. Ovšem k napsání opery o této chytré ‚horákyni‛ byla ještě dlouhá doba. Skoro půl století, a stála mnoho učení.“
Obdobný námět jako Chytrá horákyně – přímo však čerpající z paralelní pohádky bratří Grimmů Die kluge Bauerntocher – již operně zpracoval především Carl Orff ve své jednoaktovce Chytračka (Die Kluge, 1943). Muzikolog Vilém Pospíšil proto Sedmidubského volbu označil za odvážnou, protože Orffova Chytračka  byla „na mnoha světových scénách dokonale prověřená a vždycky úspěšná“ a navíc i v českém prostředí poměrně známá. Od Chytračky se však Sedmidubského Chytrá horákyně v zásadních aspektech liší: je to celovečerní, prokomponovaná opera a na rozdíl od Orffovy verze je také výslovně zaměřena na dětského diváka.
Od roku 1982 až do odchodu na odpočinek působil Sedmidubský jako dirigent v libereckém Divadel F. X. Šaldy. Tam se mu také podařilo svou operu roku 1985 uvést. Opera byla příznivě přijata jak přímo v Liberci, tak na divadelní přehlídce v Novém Boru, kde získal skladatel od poroty čestné uznání. Místní tisk (Jan Votruba v týdeníku Průboj) nad ní jásal: „Dosavadní reprízy této inscenace prokázaly její životaschopnost, hudební nápady mají ohlas a diváci malí i velcí odměňují pěvce, orchestr i autora potleskem více než zdvořilým. Je to nesporný úspěch severočeské hudební tvorby.“
Zmíněný Vilém Pospíšil hodnotil Chytrou horákyni jako účelné, ale ne vynikající dílo. „Zhudebnění námětu je poměrně prosté. Sedmidubského melodika má povětšině písňový, popěvkový charakter, dvouletá práce na díle […] je patrná v postupném prohlubování autorových vyjadřovacích schopností a rejstříku využívaných hudebních prostředků. Dílko ve svém celku působí mile…“
Žádné jiné divadlo dosud Sedmidubského Chytrou horákyni nenastudovalo.

## Osoby a první obsazení
| osoba                   | hlasový obor | premiéra (18. května 1985) |
| ----------------------- | ------------ | -------------------------- |
| Marie                   | soprán       | Zuzana Jekkelová           |
| Chalupník, její otec    | tenor        | Jaroslav Slováček          |
| Marian, Mariin strýc    | bas          | Vladimír Šorsák            |
| Teta                    | mezzosoprán  | Jindřiška Rainerová        |
| Sudí Jan                | baryton      | František Dáňa             |
| Filomena, hospodyně     | mezzosoprán  | Blanka Franková            |
| Nohavička               | tenor        | Stanislav Dašek            |
| Votava                  | bas          | Jiří Schoenbauer           |
| Tetka s nůší            | soprán       | Jaroslava Damborská        |
| Písař                   | mluvená role | Bedřich Morávek            |
| Vesničané               |              |                            |
| Dirigent: Jan Snítil    |              |                            |
| Režie: Petr Zahradníček |              |                            |
| Scéna: Jaroslav Rada    |              |                            |

## Děj opery
V jedné horské vsi žijí dva bratři; jeden z nich je chudý chalupník a má jedinou dceru Marii (Manku). ta od dětství pracovala u svého strýce Mariana a jeho ženy, jenže když Mariina služba skončila, lakotní strýc a teta jí nechtějí dát výslužkou slíbenou jalovici, ale chtějí ji odbýt několika groši. Mariin otec se proto vydá do města k sudímu, aby spor mezi dcerou a bratrem rozhodl. Sudí nedokáže při rozsoudit, a proto vyhlásí, že vyhraje ten, kdo správně zodpoví jeho tři hádanky.
Marian se radí se ženou a dostane se mu obstojné rady, ale mladá horákyně otci poradí mnohem lépe. Chalupníkova odpověď se sudímu zalíbí, avšak ví, že není z jeho hlavy. Když chalupník chtě nechtě prozradí, že hádanky vyřešila jeho dcera, dostane pro ni od sudího úkol: zítra k němu musí Marie přijít ani ve dne, ani v noci, ani nahá, ani ustrojená, ani pěšky, ani na voze.
Marie náročný úkol splní a ohromí soudce svým důvtipem tak, že si ji hned hodlá vzít za ženu. A protože Marie souhlasí, tak se i stane, k pohoršení sudího hospodyně Filomeny. Avšak jako prevenci před riziky, které sňatek s důvtipnou nevěstou s sebou nese, vyžádá si sudí od Marie slib, že se mu nikdy nebude plést do úředních záležitostí, sic se bude muset vrátit, odkud přišla.
Manželé spolu žijí nějakou dobu spokojeně, až jednou přijde před sudího spor dvou sedláků, Nohavičky a Votavy. Jeden z nich měl hřebce a druhý klisnu, které měli ustájeny společně. Jedné noci se narodilo hříbě a nyní si na oba činí nárok. Sudí je vyslechne a rozhodne: jelikož bylo hříbě nalezeno blíže hřebce, patří jeho majiteli. Chytrá horákyně nespravedlivý rozsudek vyslechne s nevolí a po straně neúspěšnému Votavovi poradí, aby druhý den vyšel na blízký kopec, a až kolem pojede sudí, předstíral, že loví ryby. Tak se i stane, a když se sudí sedlákovi vysmívá, že chytá ryby na souši, odpoví Votava, že jestliže mohou mít hřebci hříbata, pak mohou i ryby růst na horách.
Sudí se zastydí, svůj předchozí rozsudek zvrátí, ale také se lehce dovtípí, kdo sedlákovi poradil. Doma si s těžkým srdcem, ale přísně předvolá manželku: porušila jeho podmínku, a proto se musí vrátit do své chalupy. Ale pro útěchu ji sudí dovoluje, aby si domů na památku odnesla, co je jí v jeho domě nejmilejšího. Marie se jeho rozkazu podvoluje, jen si vymůže, aby spolu naposledy bohatě a vesele povečeřeli. Přitom pořád dolévá svému choti vína, a když ten usne, činí chytrá horákyně přípravy k jeho převozu.
Ráno se sudí probudí v Mariině chalupě. Horákyně zmatenému manželovi vysvětluje: protože jí byl nejmilejší on, odnesla si domů jeho. Sudí je dojat a poučen: nejen že Marii odpouští, ale pověřuje ji soudcovskou funkcí místo sebe. I vesničané se radují, protože chytřejší a spravedlivější sudí si nemohli přát.

## Instrumentace
Dvě flétny, dva hoboje, dva klarinety, dva fagoty; tři lesní rohy, dvě trubky, tři pozouny, tuba; tympány, bicí souprava; smyčcové nástroje (housle, violy, violoncella, kontrabasy).